# Pseudo-Marcello
Pseudo-Marcello (fl. V-VI secolo) è il nome attribuito all'autore anonimo di un documento paleo-cristiano, gli Atti di Pietro e Paolo (Passio sanctorum Petri et Pauli).

## Biografia
Secondo gli storici, gli Atti di Pietro e Paolo sono un testo composto in greco antico tra il 450 e il 550. Si tratta di una rielaborazione di tradizioni apocrife riguardanti il martirio di Paolo. Nel testo la furia dell'imperatore Nerone dopo il crollo del mago Simone è causa immediata del martirio di Pietro (e di Paolo).
Il suo autore conclude spesso le frasi con "Io, Marcello, ho scritto ciò che vidi". Questo Marcello si identificava quindi come un seguace dello stesso Simon Mago, che visse nel I secolo. Dato l'ovvio anacronismo, essendo scritto centinaia di anni dopo la morte di tale personaggio, gli studiosi soprannominato l'autore del testo "Pseudo-Marcello". Non si hanno altre informazioni su questo autore.